# Ida May Park
Ida May Park (née le 28 décembre 1879 à Los Angeles, Californie et morte le 13 juin 1954 dans la même ville) est une scénariste et réalisatrice américaine de cinéma de la période du cinéma muet.

## Biographie
Elle épouse le réalisateur Joseph De Grasse en 1920.

## Filmographie partielle

### Comme scénariste
- 1914 : Her Bounty de Joseph De Grasse
- 1916 : The Grasp of Greed de Joseph De Grasse
- 1916 : The Place Beyond the Winds de Joseph De Grasse
- 1916 : The Price of Silence de Joseph De Grasse
- 1917 : Le Cœur de Mieke (Fires of Rebellion)
- 1917 : Maison de danses au far-west (Hell Morgan's Girl) de Joseph De Grasse

### Comme réalisatrice
- 1917 : The Flashlight
- 1917 : Le Cœur de Mieke (Fires of Rebellion)
- 1917 : The Rescue
- 1917 : Bondage
- 1918 : Du pain (Bread)
- 1918 : Broadway Love (en)
- 1918 : The Vanity Pool (en)
- 1918 : The Grand Passion
- 1918 : A Model's Confession
- 1918 : The Risky Road
- 1919 : Mariage d'outre-tombe (The Amazing Wife)
- 1920 : The Butterfly Man
- 1920 : Bonnie May
- 1920 : The Midlanders réalisé avec  Joseph De Grasse